# Rolleiflex

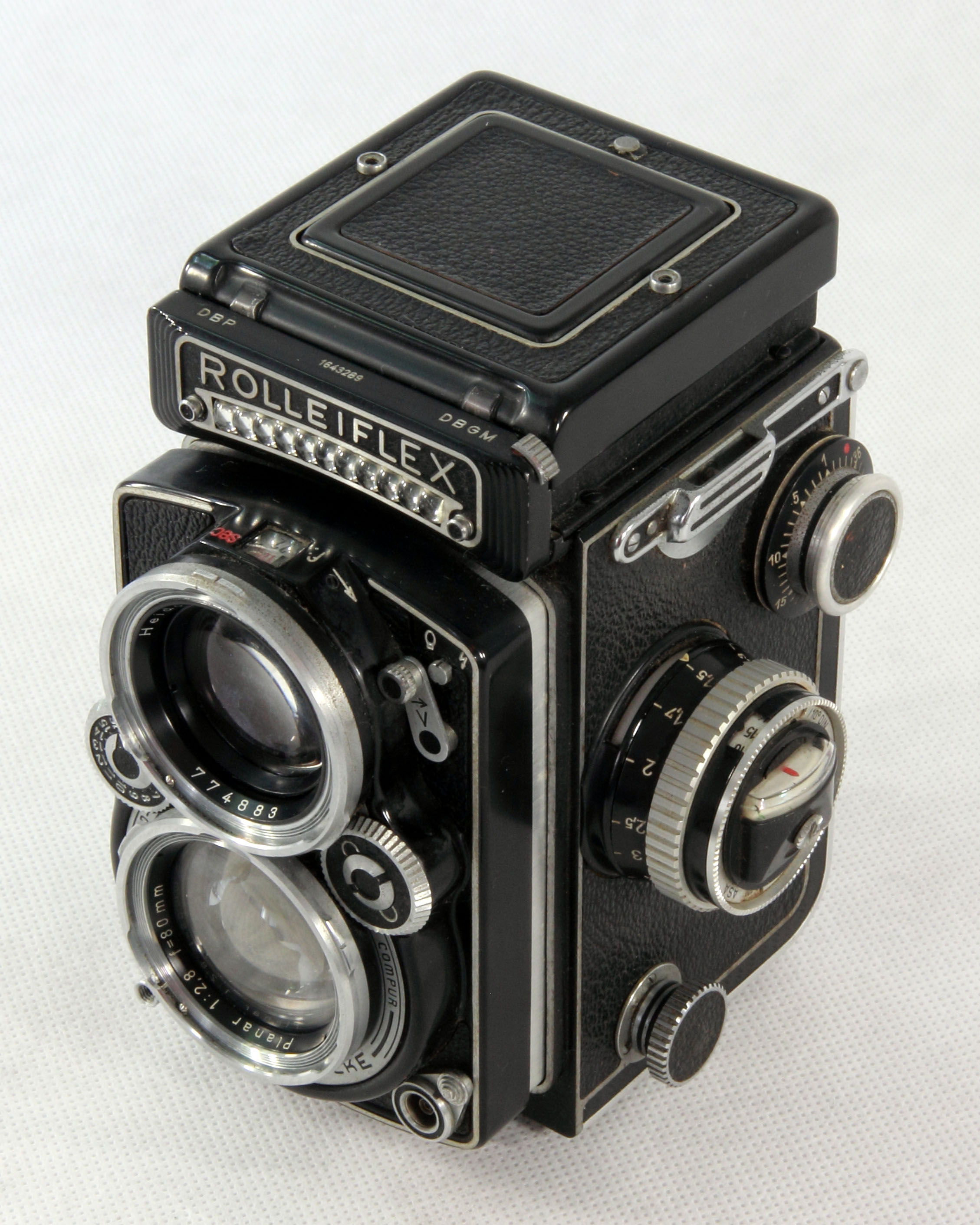
Uma câmera TLR Rolleiflex

Rolleiflex é uma famosa, duradoura e diversificada linha de câmeras fotográficas. As câmeras Rolleiflex são notáveis pelo seu tamanho compacto, peso reduzido, ótica superior e visores muito nítidos, e frequentemente notadas como o exemplo paradigmático de câmeras reflex de objetivas gêmeas (em inglês twin lens reflex ou TLR).
O nome Rolleiflex é mais comummente usado em referência a câmeras TLR para filmes 127, 120 e 220, e que realizam fotografias em formato 6 cm x 6 cm. Contudo, as empresas detentoras da marca produziram uma variedade de outras câmeras que levam o nome Rolleiflex, incluindo reflex monobjetivas (em inglês single lens reflex ou SLR) para filmes de médio e pequeno formato, e até mesmo digitais. 
Desenvolvidas e fabricadas desde 1929 pela empresa alemã Franke & Heidecke, ao longo de sua história foram também produzidas por sucessoras dessa empresa, dentre elas Rollei GmbH e DHW Fototechnik GmbH. A linha Rolleiflex destinava-se exclusivamente ao mercado profissional, mas seus fabricantes também produziram câmeras para uso amador, notadamente as Rolleicord, Rollei Magic e as igualmente notáveis Rollei 35.
Câmeras Rolleiflex atingiram seu pico de popularidade em meados dos anos 1950, e foram utilizadas ao longo dos anos por muitos fotógrafos famosos, dentre eles Imogen Cunningham, Lee Miller, Robert Capa, Robert Doisneau, David Bailey, Diane Arbus, Nanã Sousa Dias e Vivian Meier. Contudo, ainda são usadas por um número de fotógrafos profissionais e de arte e apreciadas por colecionadores, especialmente no Japão.

## Mecânica e construção
Um grande atrativo das câmeras Rolleiflex é a qualidade de sua construção. Montadas principalmente em metal e vidro cobertos com couro, as câmeras Rolleiflex são sólidas e duráveis, e o refino de sua fabricação permite que esses equipamentos - frequentemente com mais de 50 anos de idade - continuem a ser apreciados e usados.
A mecânica das câmeras Rolleiflex TLR inclui um engenhoso espelho cônico que permite que a imagem da lente de visualização (lente superior) seja vista em tamanho menor sem perda de enquadramento, e isso levou a uma significativa redução de peso e do tamanho do equipamento em relação aos seus competidores. Além disso, o mecanismo de avanço do filme era robusto e particularmente bem projetado, fazendo com que o carregamento e avanço do filme fosse rápido e semi-automático. A isso somava-se a qualidade superior de suas lentes, fabricadas pela Zeiss e Schneider, duas das mais renomadas empresas de elementos óticos. Por fim, o grande número de acessórios disponíveis para essas câmeras inclui filtros, tripés de conexão rápida, visores especializados e lentes para aplicações específicas, tornando-as um completo sistema de fotografia e garantindo-lhe lugar de destaque no mercado de câmeras profissionais. 

## Modelos notáveis

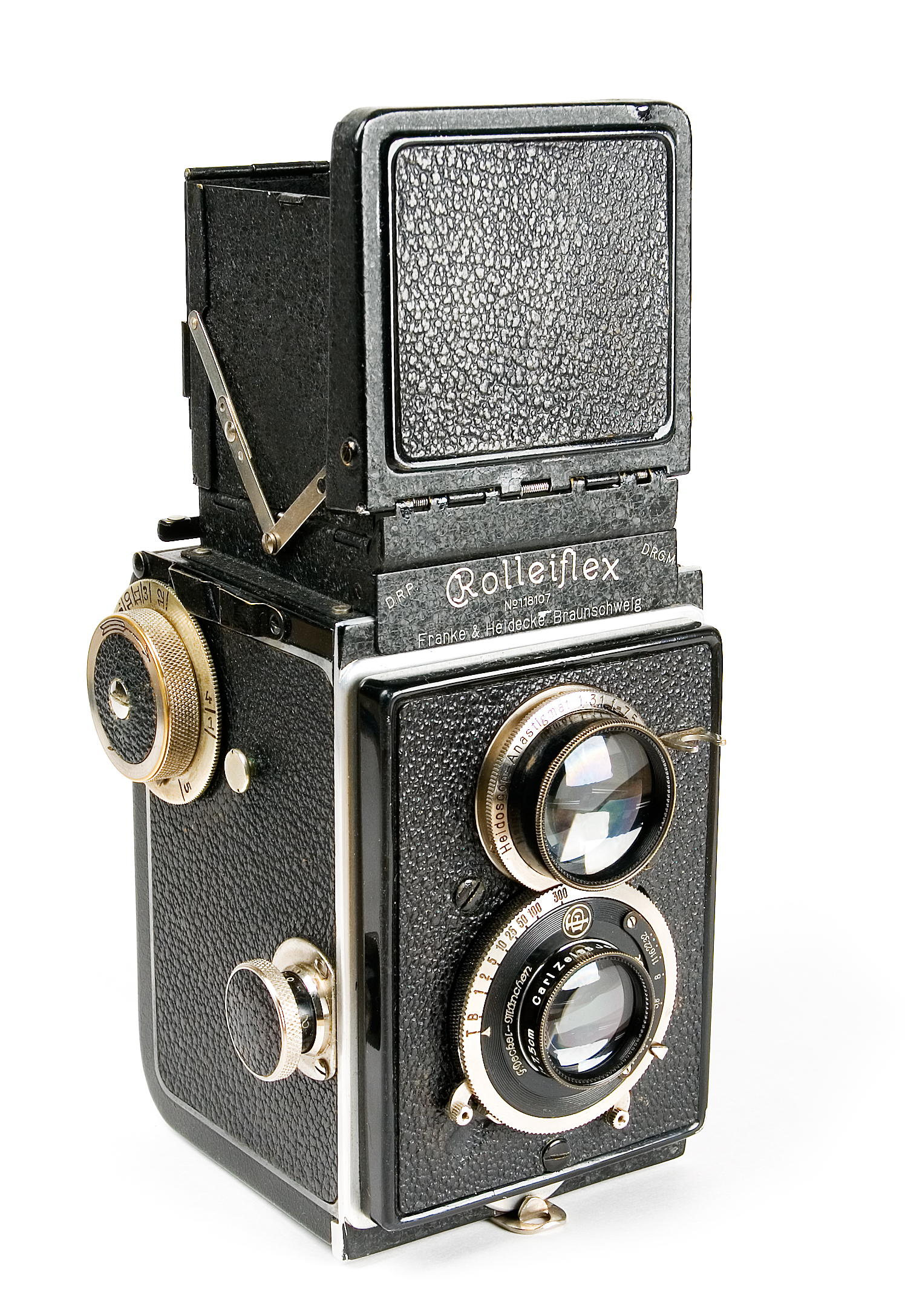
Rolleiflex Original: A primeira Rolleiflex, fabricada em 1929. É a primeira câmera de médio-formato a utilizar filme 120.
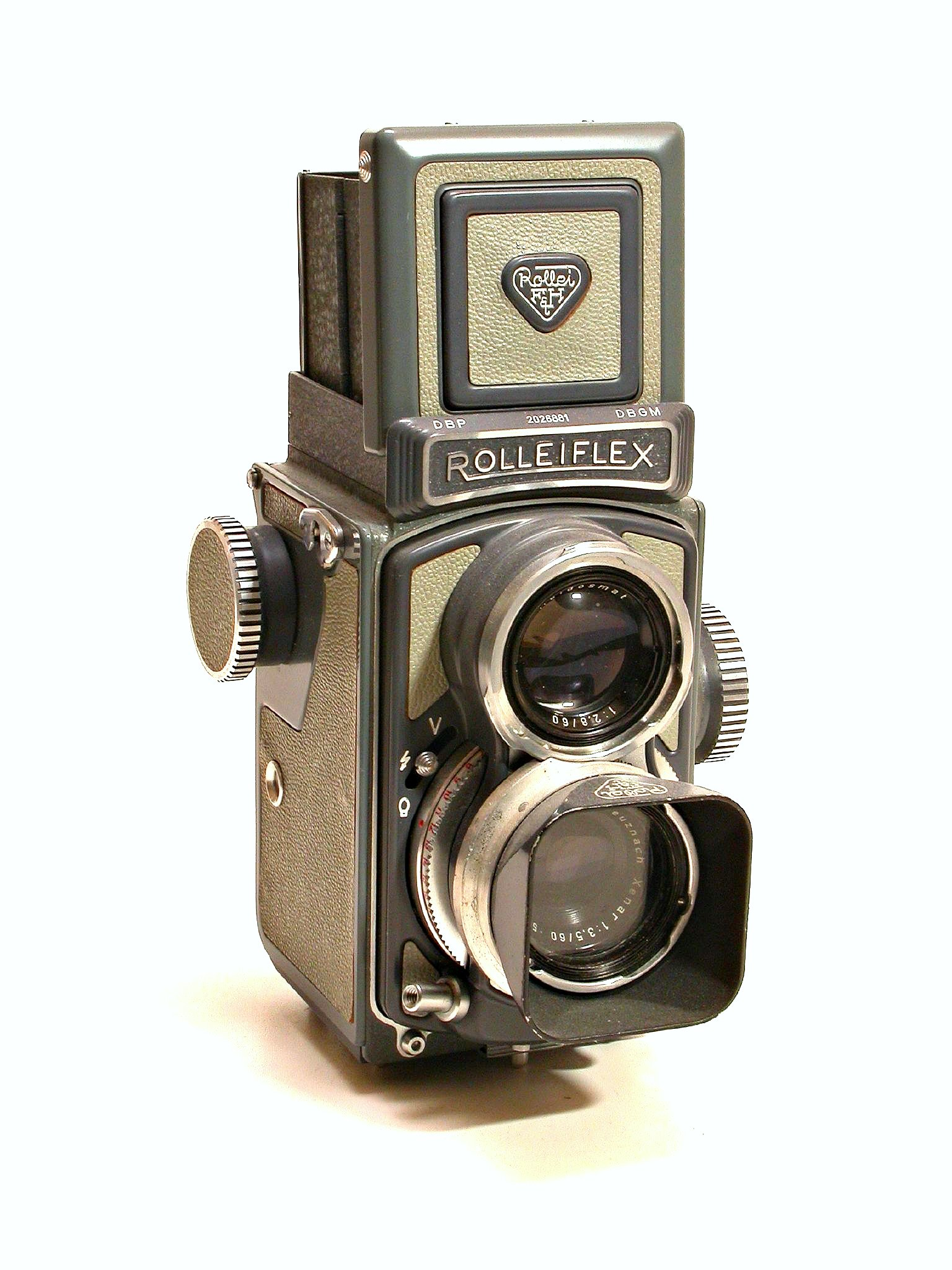
Rolleiflex 4x4 "Baby": Utiliza filme 127 e produz negativos de tamanho 4 cm x 4 cm.
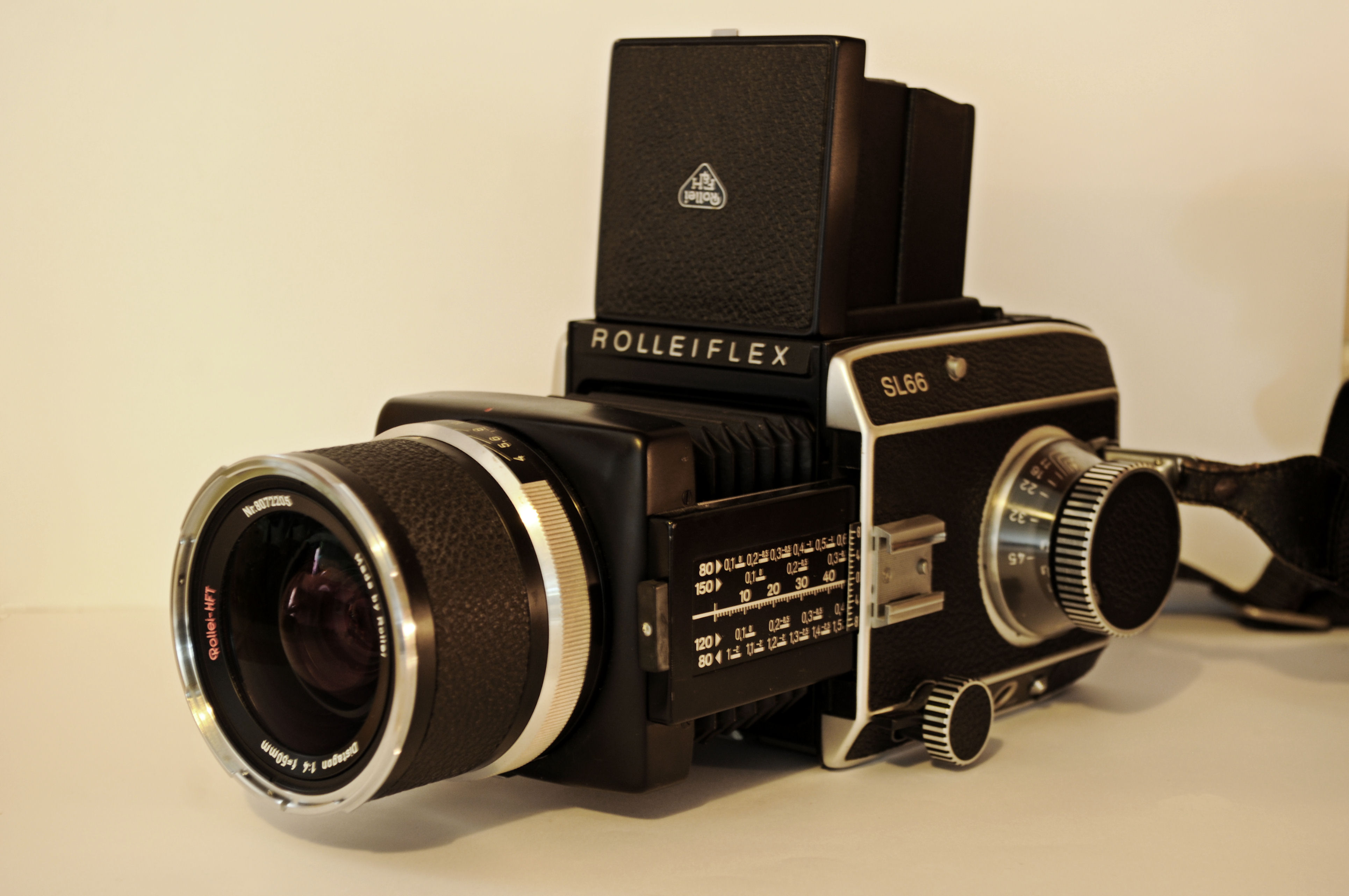
Rolleiflex SL66: A primeira Rolleiflex SLR de médio formato, fabricadas a partir de 1966.
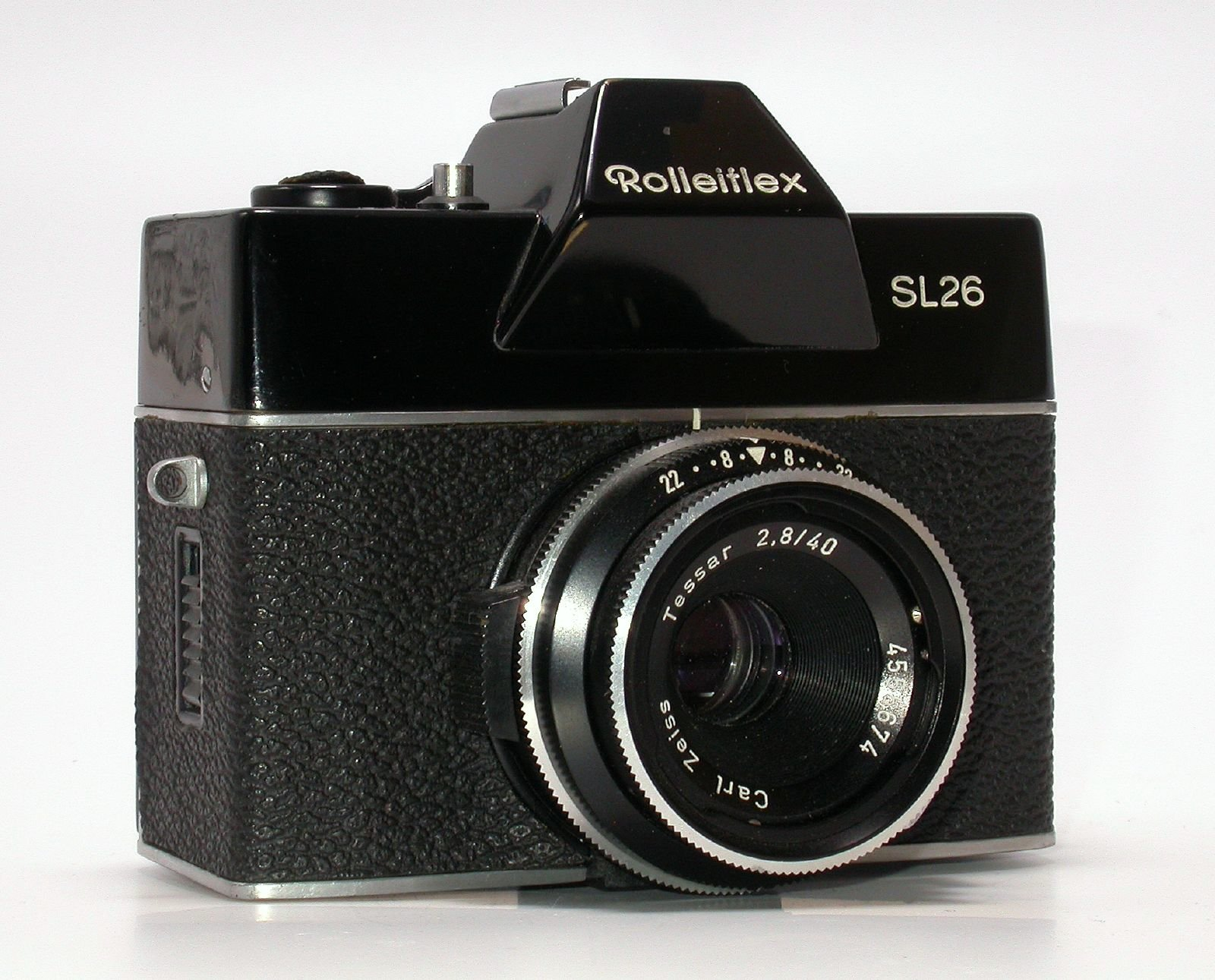
Rolleiflex SL26: Uma SLR de 35 mm.
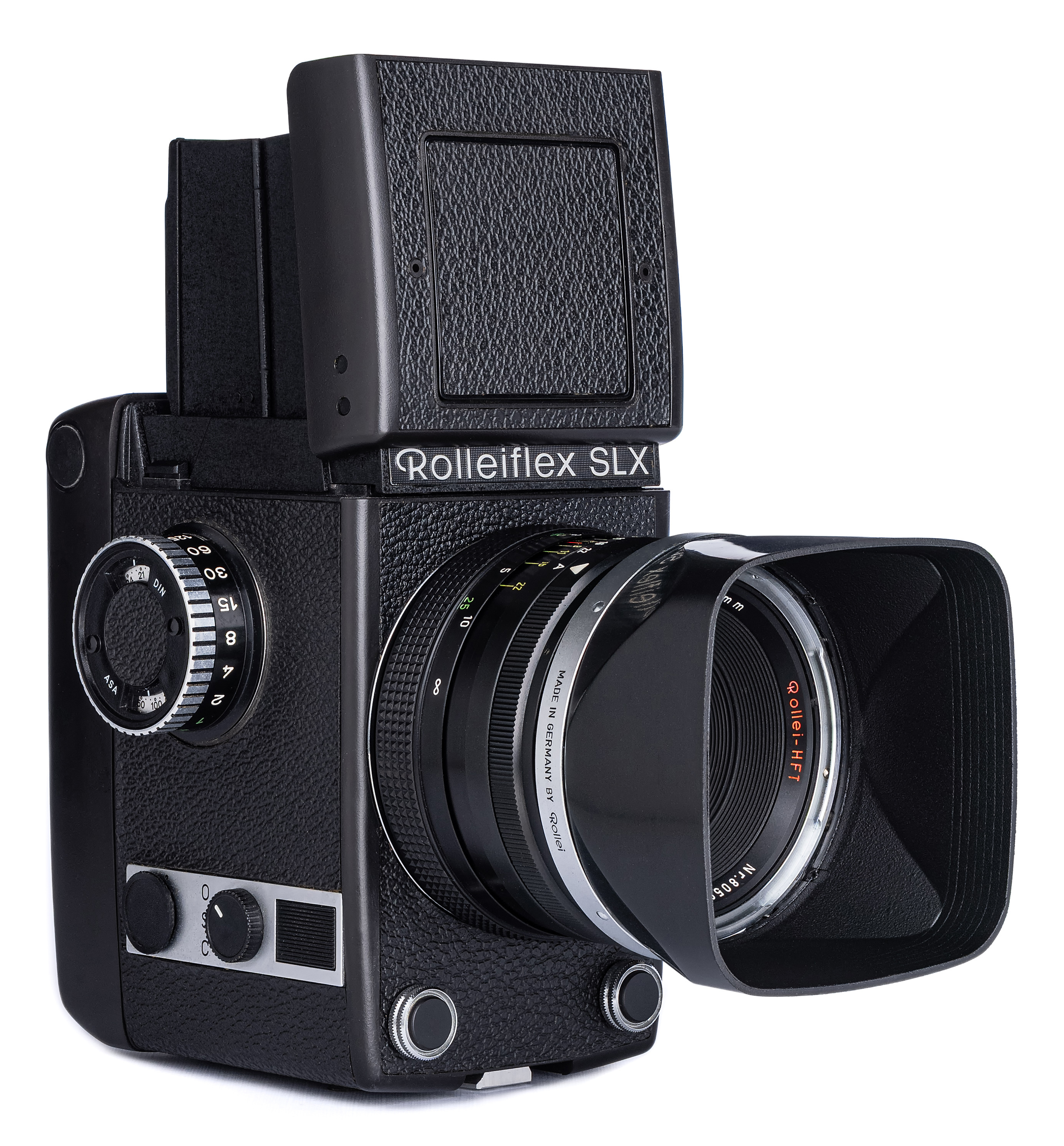
Rolleiflex SLX: SLR médio-formato, produzida desde 1976.
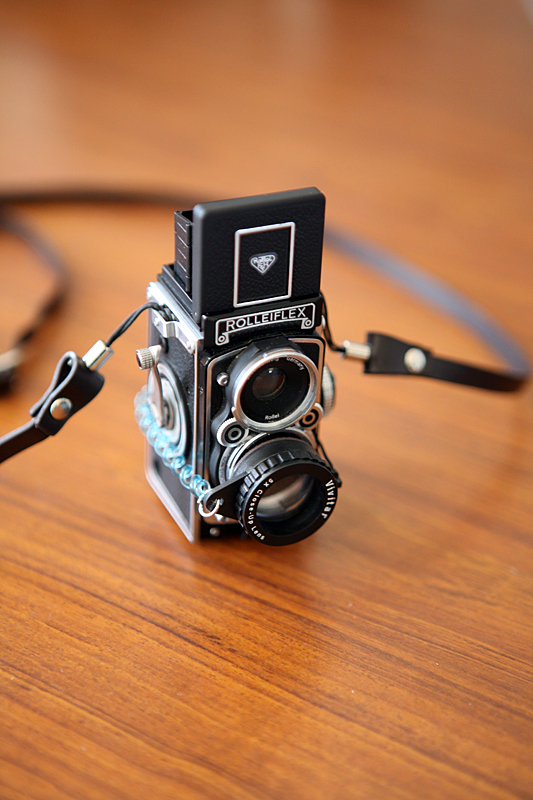
Rolleiflex MiniDigi: TLR digital miniatura de 2004, tinha resolução de 2 MP. Uma versão vermelha com 3.1 MP foi produzida em 2006.

### Outros modelos notáveis

#### Tele Rolleiflex
Esta câmera usava uma teleobjetiva Zeiss Sonnar 135 mm/f4.0 na objetiva principal. As novas Tele Rolleiflex usam a lente Schneider Tele-Xenar.

#### Wide Rolleiflex
Esta câmera tinha uma grande-angular com lente 55 mm/f4.0 Carl Zeiss Distagon. As novas Wide usam lente 50mm/f4 Schneider Super-Angulon.

#### Rolleiflex Automat
- Introduziu o contador automático de filme: um sensor da espessura do filme para iniciar a contagem dos quadros, eliminando a necessidade da pequena janela de rubi, que forçava o fotógrafo a visualizar a parte traseira da máquina para tentar enxergar a numeração dos quadros no próprio filme.

- Este modelo ganhou o Grande Prêmio da Feira Mundial de Paris de 1937.

- A primeira Rolleiflex foi vendida com opção de lentes Schneider Kreuznach Xenar, além das Carl Zeiss Tessar.

#### Rolleiflex 2.8A
Incorporou as primeiras lentes de f2.8 (uma lente de 80 mm Carl Zeiss Tessar ou Opton Tessar) na linha de câmeras Rolleiflex. Também adicinou um contato de flash sincronizado.

## Lista de modelos
| TLR - Original Rolleiflex - Standard Rolleiflex - Rolleiflex Automat - Rolleiflex New Standard - Rolleiflex 3.5 (X) - Rolleiflex 3.5A (MX) - Rolleiflex 3.5B (MX-EVS) - Rolleiflex 3.5C (3.5E in some countries) - Rolleiflex 3.5E2 - Rolleiflex 3.5F - Rolleiflex 3.5 E3 - Rolleiflex 4x4 Baby Rolleiflex (1930s) - Rolleiflex 2.8A - Rolleiflex 2.8B - Rolleiflex 2.8C - Rolleiflex 2.8D - Rolleiflex 2.8E - Rolleiflex 4x4 (1950s; in Gray and Black) - Rolleiflex T - Tele Rolleiflex - Rolleiflex 2.8F - Wide Rolleiflex - Rolleiflex 2.8F Aurum - Rolleiflex 2.8F Platinum - Rolleiflex 2.8GX - Rolleiflex 2.8FX - Wide Rolleiflex 4.0 FW - Tele Rolleiflex 4.0 FT - Rolleiflex 2.8F Mini - Rolleiflex MiniDigi |

| SLR de médio formato - Rolleiflex SL66 - Rolleiflex SL66 E - Rolleiflex SL66 X - Rolleiflex SL66 SE - Rolleiflex SLX - Rolleiflex SLX Metric - Rolleiflex 6002 - Rolleiflex 6006 - Rolleiflex 6006 Metric - Rolleiflex 6008 Professional - Rolleiflex 6008 Metric 3D Industrial - Rolleiflex 6008 Professional Gold - Rolleiflex 6008 Professional SRC 1000 - Rolleiflex 6003 SRC 1000 - Rolleiflex 6008 ChipPack Digital Metric - Rolleiflex 6008 E - Rolleiflex 6008 Q 16 Digital Metric - Rolleiflex 6008 AF - Rolleiflex 6008 integral - Rolleiflex 6008 integral2 - Rolleiflex 6008 Metric - Rolleiflex 6003 Professional - Rolleiflex 6001 Professional |

| SLR de 35 mm - Rolleiflex SL35 - Rolleiflex SL350 - Rolleiflex SL35M - Rolleiflex SL35ME - Rolleiflex SL35E - Rolleiflex SL 2000 F - Rolleiflex SL 3003 - Rolleiflex SL 3001 |